# むちゃぶり!
『むちゃぶり!』はTBS系で2007年4月15日から2009年3月18日まで放送していた深夜番組。
番組開始当初は毎週日曜25:20〜25:50（第3日曜日は『報道の魂』が放送されるため30分繰り下げの25:50 - 26:20）に放送していた。2007年10月から水曜24:55 - 25:25に移動になり、2008年10月からは水曜24:59 - 25:29になった。
MCはマネキンの無茶鰤男（むちゃぶりお）・無茶鰤子（むちゃぶりこ）で、レギュラーゲストはくりぃむしちゅーの有田哲平。

## 出演者
- ゲスト（3名）
  - 有田哲平 レギュラーゲスト
他の2名は、男性芸人1名と、女性タレント1名の場合が多い。
- MC（マネキン）
  - 無茶鰤男（むちゃぶりお）声：設楽統（バナナマン）
  - 無茶鰤子（-ぶりこ）声：山田みほ（当初は山田美穂であったが3rdシーズンが始まった頃、現在の芸名に改名）

## 番組内容
毎回、有田に加え、芸人1名・女性タレント1名（回によってはコンビ2人や俳優・女優・歌手などの場合もある）をゲストに招いて、マネキンコンビ進行の下、“むちゃぶり”にアドリブで対応しつつ番組を成立させていくトークバラエティ番組。
ゲストの3人にはむちゃな設定（テーマ）が与えられ、それに沿ってトークが進行する。但し、MCの質問には全て応じなければならず、否定することは許されていない。
トーク内容は観客50人（シーズン1は30人）が評価し、番組収録後にその結果が、観客の“満足度”として発表される。また、シーズン3からは満足度によって賞品が出ることになった、48人だと韓国旅行、49人だとマカオ旅行、満点の50人だとラスベガス旅行が貰える。
番組冒頭と収録後に舞台裏トークがあり、冒頭では有田が番組に関するの自虐ネタを言うことが恒例となっている。「「むちゃぶり!」に出たいという芸能人がいなくなった」や「放送時間が繰り下がることを知らずに番組の予約録画をしたら報道番組が入っていた」など。
自虐ネタが特に無かった時は、番組と全く関係無い薀蓄や時事ネタを言うことが多い。
シーズン4から内容が大きく変わった。変更点は以下の通り。
- 有田、ゲストの芸人（ピン1人、コンビ1組）、女性タレント1名の計5名で挑戦（例外あり）。5人は一旦舞台裏セットに待機し、スタジオにいる鰤男・鰤女に設定（演目）とそれを受け持つ人の名前を発表されてから、その人がスタジオに入って設定の人物になりきり、鰤男・鰤女とトークや実演を繰り広げる。
- 2008年10月22日～2009年1月14日放送分は、珍しい技を持つ人間など、設定（テーマ）をランキング形式で5位から発表。2009年1月21日～2月18日放送分は、「○○SP」とその回全体のテーマが予め用意されており、それに関連した3演目程度を実演する。

## 番組進行・特徴
- 基本的に1回で2週放送分の番組収録を行う。有田がたまに「先週のお客さんと同じ」と発言することがある。
- ゲストは黒い3人掛けソファに座る。ソファの両端にはキラキラしたクッションが2つ置いてある。第30回のみ座布団。第42回のみ黒いイス。
- 鰤男と鰤子はマネキンだが、ネクタイやドレスなど回によって衣装が変えられている。
- 3人の設定は、鰤男の「改めて紹介しましょう。（早速紹介しましょう。）今日の3人は、○○の3人です!」などという発言がされるまで明かされない。それまでは「○○なんですよね?」などと司会の2人に問われるものの、憶測で3人が答えを返す。設定の発表時、予想外の展開にゲストの態度が急変する場合もある。
- 小道具などを持ってくるアシスタントは皆、白い仮面を付けている。
- ゲストの3人の設定によっては番組の最中に着替えることがあり、その際は移動式のカーテンの中で着替える。たいてい1分以内に時間が制限される。
- 早押しクイズが行われる際には、ランプと早押しボタンの付いた板が3人に配られ、「ちゃんと点くか確かめてみて下さい」と言われ押すものの点灯はせず、「大丈夫です、本番は点くそうです」などと言われる。しかしクイズが始まるとゲストの意志とは関係なしに点灯してしまう。
- 何か名称を問う質問をされる時には、「せーの!」の一声で3人一斉に言わされることが多い。当然揃うことは無く、その後たいていゲスト1人が答える。
- あいうえお作文の要領で3人が個々に質問に答える時、1文字×3ではなく3人目だけ異常に長いことがある（「さ・つ・まあげ」・「ネ・プ・チューン」など）。
- 私的な事物に触れられることもあり、第42回のヒデに至っては、私物の携帯電話を水に浸けられ壊されてしまった。
- 深夜ということもあり、卑猥なことを口にすることもよくある。第39回で井戸田は「（前回の出演時にやった）面白いことは倫理委員会に引っかかった」と有田に言われてしまった。
- 芸人のボケがあまりにひどいと、鰤男に「ひどいですよ」と言われてしまう。
- 終了後の反省会（1stシーズン）で、ゲストに1位について触れられると、有田は「（1回目ということもあり）ご祝儀ですから」と言っていた。
- 満足度ランキングを半年ごとに新しくしているため日本のバラエティ番組では珍しく半年ごとにシーズンを区切っている。観客の人数が増えたり、満足度によって商品が貰えるようになるなどシーズン更新ごとに若干の変化はあるものの番組内容に特に変化はなく有田が3rdシーズン最初の収録でスタッフに「今日から3rdシーズンですね」と話しかけたところ「シーズンが変わったからって別に何も変わらないよ」と一蹴されたという。
- DVDで詳細がよりはっきりするが、反省会では、スタッフが番組収録中に3人の発言をホワイトボードにメモしており、それを見て番組の収録を振り返る。
- 他のトークバラエティ番組の中で多用されがちな、発言テロップを使用していない。

## エピソード
- 有田は相方・上田晋也が『おしゃれイズム』に一人で出演していることを、「こそピン」（こそこそやるピン仕事）として妬んでおり、『むちゃぶり!』こそが自分のこそピン仕事だとしている。また、番組の最終的な目標は、『おしゃれイズム』の真裏で放送することだとしている（くりぃむしちゅーのオールナイトニッポン内での冗談設定）。
- 「おもてなし音楽バラエティ むちゃ∞ブリ!」（テレビ東京）とは無関係。有田が番組内で「アレ?有田がやってる『むちゃぶり』ってテレ東の?って思う人がいるかも知れない。」とネタにしたことがある。
- 2007年9月9日の放送で小島よしおがギャグを披露した際、30万円のピンマイクを壊してしまう。これに対し小島は「そんなの関係ねえ!」とその場を取繕おうとするが、鰤男に「関係ありますよ」とばっさり言われてしまう。また、番組1回の制作費が仕送りレベルのため有田が「番組の予算的にきついことだ」と冗談ながらも苦言を呈していた。
- シーズン1のオープニングで「一回の制作費は親の仕送り程度（有田本人談）」と発言しており、シーズン1の舞台裏セットは何にもないスタジオに畳とちゃぶ台だけだった。しかし、時間移動したシーズン2では舞台裏のスタジオが楽屋風セットになったり、セットが豪華になっている。
- 最終回ではゲストに上田晋也が出演する事が決まっている。『オールナイトニッポン』では、有田が上田にむちゃぶりをすることが恒例化していた。
- 番組全体の放送時間こそ同じだが、CMを除くと1stシーズンはおよそ23分、2ndシーズンはおよそ21分40秒と2ndシーズンの方が若干短くなっている。
- 能世あんなはこの番組がバラエティ番組初出演となった。オープニングで「できることなら出演したくなかった」「打ち合わせでスタッフさんに「DVDで見てます」と言ったら「じゃあ大丈夫ですね」と言われた」と苦笑いしていた。能世は同局のドラマ「ROOKIES」の宣伝の為に出演した為、その時出演していた庄司とともに3人で鰤男に「ROOKIES、見よう」といわされた。それまで番組最中に宣伝が入ることなどなかったため、有田は戸惑っていた。
- 第59回・第60回は初のスタジオ以外での番組収録というのはもちろん、初の海外での収録となった。これは、第49回・第50回でゲストの2人が上述の通り規定数の満足度を達成し、ご褒美の韓国旅行を行ったため。しかし、その旅行はドッキリであり、現地でも鰤男・鰤子が待ち構えており「むちゃぶり」は行われた。
- 2009年3月18日放送分を以って終了した。

## ネット局
| 放送対象地域   | 放送局                | 放送日時                 | 備考                      |
| -------------- | --------------------- | ------------------------ | ------------------------- |
| 関東広域圏     | 東京放送（TBS）       | 水曜 24時59分 - 25時29分 | 現・TBSテレビ、制作局     |
| 中京広域圏     | 中部日本放送（CBC）   | 水曜 24時59分 - 25時29分 | 現・CBCテレビ、同時ネット |
| 岩手県         | IBC岩手放送（IBC）    | 月曜 23時59分 - 24時29分 | 19日遅れ                  |
| 山形県         | テレビユー山形（TUY） | 水曜 24時29分 - 24時59分 | 97日遅れ                  |
| 福島県         | テレビユー福島（TUF） | 木曜 24時59分 - 25時29分 |                           |
| 新潟県         | 新潟放送（BSN）       | 月曜 24時29分 - 24時59分 |                           |
| 静岡県         | 静岡放送（SBS）       | 木曜 24時29分 - 24時59分 | 1日遅れ                   |
| 岡山県・香川県 | 山陽放送（RSK）       | 月曜 25時29分 - 25時59分 | 19日遅れ                  |
| 福岡県         | RKB毎日放送（RKB）    | 木曜 24時29分 - 24時59分 | 22日遅れ                  |
| 熊本県         | 熊本放送（RKK）       | 水曜 25時34分 - 26時04分 |                           |

- テレビユー福島では、2009年1月28日で打ち切りとなったが、2009年7月29日に放送を再開。
- 東北放送、テレビ山口、南日本放送、テレビ高知は穴埋め番組として不定期放送。また以下の局では途中で打ち切りとなっている。
  - 北海道放送（2007年10月 - 2008年5月）
  - 毎日放送（2007年9月 - 2008年9月）
  - 大分放送（2008年1月 - 10月9日）
  - 宮崎放送（2008年4月 - 2009年3月）

## 放送データ

### 1stシーズン（2007年4月15日〜2007年9月30日）
| 各回   | 放送日        | ゲスト                                     | テーマ                              | 満足度      |
| ------ | ------------- | ------------------------------------------ | ----------------------------------- | ----------- |
| 第1回  | 2007年4月15日 | 岡田圭右（ますだおかだ）・愛川ゆず季       | 無人島から無事帰還した3人           | 29人/30人中 |
| 第2回  | 2007年4月22日 | カンニング竹山・相澤仁美                   | 動物に育てられた3人                 | 14人/30人中 |
| 第3回  | 2007年4月29日 | ゴルゴ松本（TIM）・小阪由佳                | コンテスト荒らしの3人               | 20人/30人中 |
| 第4回  | 2007年5月6日  | レッド吉田（TIM）・玲奈                    | デスノートを持つ3人                 | 22人/30人中 |
| 第5回  | 2007年5月13日 | 長州小力・スザンヌ                         | 整形手術をした3人                   | 13人/30人中 |
| 第6回  | 2007年5月20日 | 小沢一敬（スピードワゴン）・奈津子         | 武蔵小山商店街の店主の3人           | 22人/30人中 |
| 第7回  | 2007年5月27日 | 出川哲朗・加藤美佳                         | ある組織から狙われている3人         | 24人/30人中 |
| 第8回  | 2007年6月3日  | 山田花子・木口亜矢                         | 一夫多妻の夫婦                      | 28人/30人中 |
| 第9回  | 2007年6月10日 | 原口あきまさ・堀田ゆい夏                   | 過去10年間の記憶が消えてしまった3人 | 19人/30人中 |
| 第10回 | 2007年6月17日 | パッション屋良・山口美沙                   | 宇宙人と交信できる3人               | 15人/30人中 |
| 第11回 | 2007年6月24日 | 松本康太（レギュラー）・二宮歩美           | 高視聴率番組のスタッフ3人           | 18人/30人中 |
| 第12回 | 2007年7月1日  | はなわ・緑友利恵                           | 稲川淳二の後継者を狙う3人           | 22人/30人中 |
| 第13回 | 2007年7月8日  | ヒデ（ペナルティ）・福永ちな               | コスプレマニアの3人                 | 27人/30人中 |
| 第14回 | 2007年7月15日 | ワッキー（ペナルティ）・菅澤美月           | 独立国家を建国中の3人               | 22人/30人中 |
| 第15回 | 2007年7月22日 | ホリ・YOU                                  | 無敵の体を手に入れた3人             | 25人/30人中 |
| 第16回 | 2007年8月5日  | 小木博明（おぎやはぎ）・西川史子           | 伝説のピエロ3人                     | 19人/30人中 |
| 第17回 | 2007年8月12日 | 鈴木拓（ドランクドラゴン）・加藤明日美     | デモ行進マニアの3人                 | 16人/30人中 |
| 第18回 | 2007年8月19日 | 井戸田潤（スピードワゴン）・くまきりあさ美 | 騎馬戦で世界一周した3人             | 29人/30人中 |
| 第19回 | 2007年8月26日 | 内山信二・藤井悠                           | アイドル研究会の3人                 | 21人/30人中 |
| 第20回 | 2007年9月2日  | まちゃまちゃ・もりちえみ                   | 地球を守るヒーロー3人               | 17人/30人中 |
| 第21回 | 2007年9月9日  | 小島よしお・井森美幸                       | 小島よしおとプロデューサー2人       | 29人/30人中 |
| 第22回 | 2007年9月16日 | ハリセンボン（近藤春菜・箕輪はるか）       | 30年後の未来へ行った3人             | 28人/30人中 |
| 第23回 | 2007年9月23日 | 川島明（麒麟）・折原みか                   | スピルバーグの次回作に出演する3人   | 14人/30人中 |
| 第24回 | 2007年9月30日 | 田村裕（麒麟）・夏目ナナ                   | 最強弁護士の3人                     | 27人/30人中 |

### 2ndシーズン（2007年10月10日〜2008年3月26日）
| 各回   | 放送日         | ゲスト                                     | テーマ                          | 満足度      |
| ------ | -------------- | ------------------------------------------ | ------------------------------- | ----------- |
| 第25回 | 2007年10月10日 | 日村勇紀（バナナマン）・長谷部優           | 銀河鉄道で旅する3人             | 30人/50人中 |
| 第26回 | 2007年10月17日 | 有吉弘行・はしのえみ                       | 地底人の3人                     | 31人/50人中 |
| 第27回 | 2007年10月24日 | 山里亮太（南海キャンディーズ）・ギャル曽根 | そっくりさんの3人               | 41人/50人中 |
| 第28回 | 2007年10月31日 | 柳原可奈子・宇野実彩子（AAA）              | 世界一のオシャレの3人           | 42人/50人中 |
| 第29回 | 2007年11月7日  | クロちゃん（安田大サーカス）・あびる優     | 二代目ムツゴロウさんを目指す3人 | 33人/50人中 |
| 第30回 | 2007年11月14日 | 秋山竜次（ロバート）・小出由華             | 実は笑点メンバーの3人           | 25人/50人中 |
| 第31回 | 2007年11月21日 | 間寛平・藤崎奈々子                         | カリスマ実演販売員の3人         | 34人/50人中 |
| 第32回 | 2007年11月28日 | 岡田圭右（ますだおかだ）・今井りか         | 地獄から這い上がった3人         | 41人/50人中 |
| 第33回 | 2007年12月5日  | 岩尾望（フットボールアワー）・misono       | 歌舞伎町のキャバ嬢TOP3          | 40人/50人中 |
| 第34回 | 2007年12月12日 | 次長課長（河本準一・井上聡）               | サラリーマン次長課長部長の3人   | 44人/50人中 |
| 第35回 | 2007年12月19日 | 次長課長（河本準一・井上聡）               | サラリーマン次長課長部長の3人   | 44人/50人中 |
| 第36回 | 2008年1月9日   | 光浦靖子（オアシズ）・要潤                 | 明日デビューするアイドルの3人   | 46人/50人中 |
| 第37回 | 2008年1月16日  | 堀内健（ネプチューン）・保田圭             | 超極悪3兄弟                     | 41人/50人中 |
| 第38回 | 2008年1月23日  | 後藤輝基（フットボールアワー）・原幹恵     | ノーベルSM賞の受賞者3人         | 40人/50人中 |
| 第39回 | 2008年1月30日  | 井戸田潤（スピードワゴン）・大島みづき     | 元祖おバカタレントの3人         | 43人/50人中 |
| 第40回 | 2008年2月6日   | ほっしゃん。・里田まい                     | ハリー・ポッターと同級生の3人   | 41人/50人中 |
| 第41回 | 2008年2月13日  | たむらけんじ・鈴木あきえ                   | 売れっ子レポーターの3人         | 45人/50人中 |
| 第42回 | 2008年2月20日  | ヒデ（ペナルティ）・清宮佑美               | 伝説のマジック集団の3人         | 38人/50人中 |
| 第43回 | 2008年2月27日  | 入江慎也（カラテカ）・友近                 | 番組をジャックしに来た3人       | 25人/50人中 |
| 第44回 | 2008年3月5日   | 藤本敏史（FUJIWARA）・松嶋初音             | 透明人間の10人                  | 19人/50人中 |
| 第45回 | 2008年3月12日  | 原西孝幸（FUJIWARA）・小林恵美             | 忍者の3人                       | 44人/50人中 |
| 第46回 | 2008年3月19日  | イジリー岡田・吉川ひなの                   | 次期東京都知事を狙う3人         | 44人/50人中 |
| 第47回 | 2008年3月26日  | カンニング竹山・大網亜矢乃                 | タクシードライバーの3人         | 45人/50人中 |

### 3rdシーズン（2008年4月9日〜10月15日）
| 各回   | 放送日         | ゲスト                                                | テーマ                                                  | 満足度      |
| ------ | -------------- | ----------------------------------------------------- | ------------------------------------------------------- | ----------- |
| 第48回 | 2008年4月9日   | 品川祐（品川庄司）・時東ぁみ                          | ブロードウェイで舞台をやっている3人                     | 45人/50人中 |
| 第49回 | 2008年4月16日  | 庄司智春（品川庄司）・能世あんな                      | ドラコソボールを集めている3人                           | 48人/50人中 |
| 第50回 | 2008年4月23日  | 庄司智春（品川庄司）・能世あんな                      | ドラコソボールを集めている3人                           | 48人/50人中 |
| 第51回 | 2008年4月30日  | レイザーラモンHG・MEGUMI                              | “ごくせん”のモデルになった熱血教師3人                   | 41人/50人中 |
| 第52回 | 2008年5月7日   | なだぎ武・浜田翔子                                    | 迷惑住民の3人                                           | 26人/50人中 |
| 第53回 | 2008年5月14日  | 山根良顕（アンガールズ）・佐藤唯                      | 第2のジェロをプロデュースする3人                        | 34人/50人中 |
| 第54回 | 2008年5月21日  | 田中卓志（アンガールズ）・有坂来瞳                    | 仮装大賞に不合格し続けてる3人                           | 42人/50人中 |
| 第55回 | 2008年5月28日  | 世界のナベアツ・KABA.ちゃん                           | ノストラダムスの生まれ変わりの3人                       | 37人/50人中 |
| 第56回 | 2008年6月4日   | 鳥居みゆき・大島麻衣（当時AKB48）                     | 世界屈指のSP3人                                         | 45人/50人中 |
| 第57回 | 2008年6月11日  | 村上知子（森三中）・今井翼（当時タッキー&翼）         | おもしろ新番組のレギュラー3人                           | 46人/50人中 |
| 第58回 | 2008年6月18日  | 大島美幸（森三中）・池田夏希                          | 酒に溺れている酔っ払い3人                               | 33人/50人中 |
| 第59回 | 2008年6月25日  | 庄司智春（品川庄司）・能世あんな                      | 「むちゃぶり!日韓交流会」                               | (評価なし)  |
| 第60回 | 2008年7月2日   | 庄司智春（品川庄司）・能世あんな                      | 「むちゃぶり!日韓交流会」                               | (評価なし)  |
| 第61回 | 2008年7月9日   | 木下隆行（TKO）・篠原真衣                             | ヴィジュアル系バンドを組む3人                           | 13人/50人中 |
| 第62回 | 2008年7月16日  | ザ・たっち（たくや・かずや）                          | 魔女に醜い姿にされた3人                                 | 42人/50人中 |
| 第63回 | 2008年7月30日  | 千原せいじ（千原兄弟）・土岐田麗子                    | 巨大大仏ロボットを作った3人                             | 43人/50人中 |
| 第64回 | 2008年8月6日   | 千原ジュニア（千原兄弟）・渡香奈                      | 体操のお兄さんお姉さん                                  | 47人/50人中 |
| 第65回 | 2008年8月13日  | 有野晋哉（よゐこ）・青島あきな                        | 「むちゃぶり!」を批判している3人                        | 43人/50人中 |
| 第66回 | 2008年8月20日  | 馬場裕之（ロバート）・ 村田めぐみ（当時メロン記念日） | 銀行強盗の容疑者3人                                     | 23人/50人中 |
| 第67回 | 2008年8月27日  | ケンドーコバヤシ・南まりか・（夏目ナナ）              | レッドカーペット芸人の3人                               | 37人/50人中 |
| 第68回 | 2008年9月3日   | 髭男爵（ひぐち君・山田ルイ53世）                      | クイズ番組「むちゃリーグ」のゲストに来た3人             | 37人/50人中 |
| 第69回 | 2008年9月10日  | ななめ45° （岡安章介・土谷隼人・下池輝明）            | 美少女アイドルユニット・9nine（ナイン）の 新メンバー4人 | 23人/50人中 |
| 第70回 | 2008年9月17日  | サンドウィッチマン （伊達みきお・富澤たけし）         | パパラッチの3人                                         | 46人/50人中 |
| 第71回 | 2008年9月24日  | なし                                                  | 鰤男&鰤子が選ぶ むちゃぶり!ベストセレクション           | なし        |
| 第72回 | 2008年10月8日  | 陣内智則・喜屋武ちあき                                | “20世紀少年”のモデル3人                                 | 47人/50人中 |
| 第73回 | 2008年10月15日 | 有吉弘行・南條有香                                    | 離婚会見を開いた3人                                     | 46人/50人中 |

- 第59回・第60回は、最初に司会によって有田はマイケル・ジャクソンのモノマネで有名、能世は和製マリリン・モンロー、庄司は超おもしろい人と紹介された。しかし、トークが主にその設定に沿って進んだ訳ではなく、日韓交流という名目で話は進められた。会場にお客さんは居たものの、お客さんによる満足度の評価はされなかった。
- 第63回は、本来23日深夜（24日未明）に放送予定だったものの、直前に岩手県を震源とする震度6の地震が発生したため、「むちゃぶり!」の前の番組「オビラジR」の時点で番組が中断され、そのまま「むちゃぶり!」を含む以降の番組が放送休止となり、緊急報道番組が24日明け方まで続いた。そのため、この回は1週遅れで放送される。
- 2008年9月24日放送回は総集編。

### 4thシーズン（2008年10月22日〜2009年3月18日）
| 各回   | 放送日         | ゲスト                                                                        | ランキング・テーマ（挑戦者） | 満足度      |
| ------ | -------------- | ----------------------------------------------------------------------------- | --- | ----------- |
| 第74回 | 2008年10月22日 | ヒデ（ペナルティ） 浅本美加 ハイキングウォーキング （松田洋昌・鈴木Q太郎）    | 第1位 ヒット歌手（有田） | 38人/50人中 |
| 第74回 | 2008年10月22日 | ヒデ（ペナルティ） 浅本美加 ハイキングウォーキング （松田洋昌・鈴木Q太郎）    | 第2位 ポーカーフェイス人間（浅本） | 38人/50人中 |
| 第74回 | 2008年10月22日 | ヒデ（ペナルティ） 浅本美加 ハイキングウォーキング （松田洋昌・鈴木Q太郎）    | 第3位 寝袋に入って危機回避人間（Q太郎）                                                                                                   | 38人/50人中 |
| 第74回 | 2008年10月22日 | ヒデ（ペナルティ） 浅本美加 ハイキングウォーキング （松田洋昌・鈴木Q太郎）    | 第4位 何でも物ボケ人間（ヒデ） | 38人/50人中 |
| 第74回 | 2008年10月22日 | ヒデ（ペナルティ） 浅本美加 ハイキングウォーキング （松田洋昌・鈴木Q太郎）    | 第5位 何でもショートコント人間（松田） | 38人/50人中 |
| 第75回 | 2008年10月29日 | なだぎ武 松山メアリ オードリー （若林正恭・春日俊彰）                         | 第1位 結成25年の超ベテランコンビ漫才（有田・若林）                                                                                        | 42人/50人中 |
| 第75回 | 2008年10月29日 | なだぎ武 松山メアリ オードリー （若林正恭・春日俊彰）                         | 第2位 結成20年のベテランコンビ漫才（なだぎ・春日）                                                                                        | 42人/50人中 |
| 第75回 | 2008年10月29日 | なだぎ武 松山メアリ オードリー （若林正恭・春日俊彰）                         | 第3位 軟体ポーズ怖イイ話（松山） | 42人/50人中 |
| 第75回 | 2008年10月29日 | なだぎ武 松山メアリ オードリー （若林正恭・春日俊彰）                         | 第4位 イスぐるぐるアート（有田） | 42人/50人中 |
| 第75回 | 2008年10月29日 | なだぎ武 松山メアリ オードリー （若林正恭・春日俊彰）                         | 第5位 幻の生物チョロチョロピュッピュの発見者（なだぎ）                                                                                    | 42人/50人中 |
| 第76回 | 2008年11月5日  | ワッキー（ペナルティ） 夏川純 はんにゃ （金田哲・川島章良）                   | 第1位 チョビヒゲ人間ミュージカル（全員）                                                                                                  | 40人/50人中 |
| 第76回 | 2008年11月5日  | ワッキー（ペナルティ） 夏川純 はんにゃ （金田哲・川島章良）                   | 第2位 驚異のコントロール人間（有田） | 40人/50人中 |
| 第76回 | 2008年11月5日  | ワッキー（ペナルティ） 夏川純 はんにゃ （金田哲・川島章良）                   | 第3位 イタコ人間（はんにゃ） | 40人/50人中 |
| 第76回 | 2008年11月5日  | ワッキー（ペナルティ） 夏川純 はんにゃ （金田哲・川島章良）                   | 第4位 奇跡の味覚オンチ人間（夏川） | 40人/50人中 |
| 第76回 | 2008年11月5日  | ワッキー（ペナルティ） 夏川純 はんにゃ （金田哲・川島章良）                   | 第5位 チョビヒゲ人間（ワッキー） | 40人/50人中 |
| 第77回 | 2008年11月12日 | 濱口優（よゐこ） 福下恵美 ジャルジャル （後藤淳平・福徳秀介）                 | 第1位 顔面キーパー（有田・福下・福徳） | 42人/50人中 |
| 第77回 | 2008年11月12日 | 濱口優（よゐこ） 福下恵美 ジャルジャル （後藤淳平・福徳秀介）                 | 第2位 ドラム叩き語り（後藤） | 42人/50人中 |
| 第77回 | 2008年11月12日 | 濱口優（よゐこ） 福下恵美 ジャルジャル （後藤淳平・福徳秀介）                 | 第3位 ダンシングクッキング（有田・福下）                                                                                                  | 42人/50人中 |
| 第77回 | 2008年11月12日 | 濱口優（よゐこ） 福下恵美 ジャルジャル （後藤淳平・福徳秀介）                 | 第4位 濱口優ショー（濱口） | 42人/50人中 |
| 第77回 | 2008年11月12日 | 濱口優（よゐこ） 福下恵美 ジャルジャル （後藤淳平・福徳秀介）                 | 第5位 下手くそSMショー（ジャルジャル） | 42人/50人中 |
| 第78回 | 2008年11月19日 | 庄司智春（品川庄司） 能世あんな イワイガワ （岩井ジョニ男・井川修司）         | 第1位 スベる王（庄司・能世・イワイガワ）                                                                                                  | 33人/50人中 |
| 第78回 | 2008年11月19日 | 庄司智春（品川庄司） 能世あんな イワイガワ （岩井ジョニ男・井川修司）         | 第2位 爆笑王（有田） | 33人/50人中 |
| 第78回 | 2008年11月19日 | 庄司智春（品川庄司） 能世あんな イワイガワ （岩井ジョニ男・井川修司）         | 第3位 ワサビ食べる人間（庄司・岩井） | 33人/50人中 |
| 第78回 | 2008年11月19日 | 庄司智春（品川庄司） 能世あんな イワイガワ （岩井ジョニ男・井川修司）         | 第4位 背中で何でも当てる人間（井川） | 33人/50人中 |
| 第78回 | 2008年11月19日 | 庄司智春（品川庄司） 能世あんな イワイガワ （岩井ジョニ男・井川修司）         | 第5位 ヅラダンス（有田・能世） | 33人/50人中 |
| 第79回 | 2008年11月26日 | オアシズ （光浦靖子・大久保佳代子） 渡辺直美 山田親太朗                       | 第1位 ECOサークル（有田・光浦） | 41人/50人中 |
| 第79回 | 2008年11月26日 | オアシズ （光浦靖子・大久保佳代子） 渡辺直美 山田親太朗                       | 第2位 I LOVE 山田（大久保・山田・渡辺）                                                                                                   | 41人/50人中 |
| 第79回 | 2008年11月26日 | オアシズ （光浦靖子・大久保佳代子） 渡辺直美 山田親太朗                       | 第3位 敏感ボクサー（大久保・渡辺） | 41人/50人中 |
| 第79回 | 2008年11月26日 | オアシズ （光浦靖子・大久保佳代子） 渡辺直美 山田親太朗                       | 第4位 健康引越しセンター（有田・山田） | 41人/50人中 |
| 第79回 | 2008年11月26日 | オアシズ （光浦靖子・大久保佳代子） 渡辺直美 山田親太朗                       | 第5位 説明の達人（光浦） | 41人/50人中 |
| 第80回 | 2008年12月3日  | 岩尾望（フットボールアワー） 浜崎慶美 ジョイマン （高木晋哉・池谷和志）       | 第1位 キレキレ人間（有田・岩尾・浜崎・高木）                                                                                              | 43人/50人中 |
| 第80回 | 2008年12月3日  | 岩尾望（フットボールアワー） 浜崎慶美 ジョイマン （高木晋哉・池谷和志）       | 第2位 何でもヘタ人間（岩尾） | 43人/50人中 |
| 第80回 | 2008年12月3日  | 岩尾望（フットボールアワー） 浜崎慶美 ジョイマン （高木晋哉・池谷和志）       | 第3位 100%人間（有田・浜崎） | 43人/50人中 |
| 第80回 | 2008年12月3日  | 岩尾望（フットボールアワー） 浜崎慶美 ジョイマン （高木晋哉・池谷和志）       | 第4位 伝説のラッパー（高木） | 43人/50人中 |
| 第80回 | 2008年12月3日  | 岩尾望（フットボールアワー） 浜崎慶美 ジョイマン （高木晋哉・池谷和志）       | 第5位 ハンサム人間（岩尾） | 43人/50人中 |
| 第81回 | 2008年12月10日 | 後藤輝基（フットボールアワー） 浅本美加 バッドボーイズ （佐田正樹・清人）     | 第1位 ワケあり相撲（有田・後藤） | 41人/50人中 |
| 第81回 | 2008年12月10日 | 後藤輝基（フットボールアワー） 浅本美加 バッドボーイズ （佐田正樹・清人）     | 第2位 天才画家（佐田） | 41人/50人中 |
| 第81回 | 2008年12月10日 | 後藤輝基（フットボールアワー） 浅本美加 バッドボーイズ （佐田正樹・清人）     | 第3位 伝説の演出家（清人） | 41人/50人中 |
| 第81回 | 2008年12月10日 | 後藤輝基（フットボールアワー） 浅本美加 バッドボーイズ （佐田正樹・清人）     | 第4位 大阪コンビ（後藤・浅本） | 41人/50人中 |
| 第81回 | 2008年12月10日 | 後藤輝基（フットボールアワー） 浅本美加 バッドボーイズ （佐田正樹・清人）     | 第5位 九州トリオ（有田・バッドボーイズ）                                                                                                  | 41人/50人中 |
| 第82回 | 2008年12月17日 | カンニング竹山 みひろ キングオブコメディ （今野浩喜・高橋健一）               | 第1位 下手クソ怪談話 | 39人/50人中 |
| 第82回 | 2008年12月17日 | カンニング竹山 みひろ キングオブコメディ （今野浩喜・高橋健一）               | 第2位 すべりきらない話 | 39人/50人中 |
| 第82回 | 2008年12月17日 | カンニング竹山 みひろ キングオブコメディ （今野浩喜・高橋健一）               | 第3位 なし | 39人/50人中 |
| 第82回 | 2008年12月17日 | カンニング竹山 みひろ キングオブコメディ （今野浩喜・高橋健一）               | 第4位 世界のMJ（カンニング竹山） | 39人/50人中 |
| 第82回 | 2008年12月17日 | カンニング竹山 みひろ キングオブコメディ （今野浩喜・高橋健一）               | 第5位 子猫アイドルにゃんこりん（みひろ）                                                                                                  | 39人/50人中 |
| 第83回 | 2009年1月7日   | なし                                                                          | 総集編（美女のお宝映像BEST10） | なし        |
| 第84回 | 2009年1月14日  | 山里亮太（南海キャンディーズ） 松井絵里奈 X-GUN （西尾季隆・さがね正裕）      | 第1位 驚異の超能力者Part2（山里・有田・さがね）                                                                                           | 45人/50人中 |
| 第84回 | 2009年1月14日  | 山里亮太（南海キャンディーズ） 松井絵里奈 X-GUN （西尾季隆・さがね正裕）      | 第2位 ゲームクラブ（松井・X－GUN） | 45人/50人中 |
| 第84回 | 2009年1月14日  | 山里亮太（南海キャンディーズ） 松井絵里奈 X-GUN （西尾季隆・さがね正裕）      | 第3位 驚異の超能力者（山里） | 45人/50人中 |
| 第84回 | 2009年1月14日  | 山里亮太（南海キャンディーズ） 松井絵里奈 X-GUN （西尾季隆・さがね正裕）      | 第4位 時間に挑戦する男（西尾） | 45人/50人中 |
| 第84回 | 2009年1月14日  | 山里亮太（南海キャンディーズ） 松井絵里奈 X-GUN （西尾季隆・さがね正裕）      | 第5位 ストーリー職人（有田） | 45人/50人中 |
| 第85回 | 2009年1月21日  | 小島よしお 美崎悠 チョコレートプラネット （長田庄平・松尾アンダーグラウンド） | 「○○王決定戦SP」 ゲテ曽根決定戦（有田・小島・長田） 自転車紹介王決定戦（小島・美崎・松尾） 2009年ゲーム王決定戦（全員）                   | 44人/50人中 |
| 第86回 | 2009年1月28日  | 劇団ひとり 上原美優 くらげライダー （松丘慎吾・ヤマザキモータース）           | 「爆笑サークルSP」 じゃんけんサークル（有田・ひとり） 漫談サークル（ひとり・上原・ヤマザキ） SMサークル（全員）                           | 47人/50人中 |
| 第87回 | 2009年2月4日   | 超新塾（新塾イーグル・ 新塾ドラゴン・新塾マンモス 新塾タイガー・新塾コブラ）  | 超新塾SP | 40人/50人中 |
| 第88回 | 2009年2月11日  | ほっしゃん。 Rio U字工事 （福田薫・益子卓郎）                                 | 「RioのカーニバルSP」 視聴率が上がるRioの一言（Rio） 視聴率を上げるギャグ対決（全員） 理想の告白対決（全員）                              | 45人/50人中 |
| 第89回 | 2009年2月18日  | 木下隆行（TKO） 神戸蘭子 ナイツ （塙宣之・土屋伸之）                          | 「バカ野郎決定戦SP」 バカ野郎“続きを歌いましょう”（木下・ナイツ） バカ野郎“モノマネ”（有田・木下・神戸） バカ野郎“イス取りゲーム”（全員） | 43人/50人中 |
| 第90回 | 2009年2月25日  | 山崎邦正 重盛さと美 フルーツポンチ （亘健太郎・村上健志）                     | 舞台“西遊記2009”オーディション | 45人/50人中 |
| 第91回 | 2009年3月4日   | FUJIWARA（原西孝幸・藤本敏史） ダブルダッチ（西井隆詞・田中毅）               | 鰤男激怒の反省会 | 46人/50人中 |
| 第92回 | 2009年3月11日  | なだぎ武・ヒデ（ペナルティ） フットボールアワー （岩尾望・後藤輝基）          | 本音トークSP | なし        |
| 第93回 | 2009年3月18日  | なだぎ武・ヒデ（ペナルティ） フットボールアワー （岩尾望・後藤輝基）          | 番組を救いに来た5人 | 47人/50人中 |

## オープニング
2008年7月30日放送回から9月17日まで放送されていたオープニングコーナー。アイドルが様々なシチュエーションでタイトルコールや番組DVDの告知を行う。有田は「オープニングについては僕はノータッチですから」と語っている。また、スタッフが「（オープニングの）水着ギャルの撮影は楽しいですね」と発言していたという。
| 放送日        | アイドル   | シチュエーション                        |
| ------------- | ---------- | --------------------------------------- |
| 2008年7月30日 | 渡辺未優   | コーラを一気飲みしてタイトルコール      |
| 2008年8月6日  | 松林菜々見 | ハンバーガーを食べてタイトルコール      |
| 2008年8月13日 | 渡辺未優   | 筆で足の裏をくすぐられながら番組DVD告知 |
| 2008年8月20日 | 渡辺未優   | ピタTを脱いでタイトルコール             |
| 2008年8月27日 | 渡辺未優   | 手を使わずアイスを食べてタイトルコール  |
| 2008年9月3日  | 渡辺未優   | パン食い競争をしてタイトルコール        |
| 2008年9月10日 | 渡辺未優   | 50m全力で走ってからタイトルコール       |
| 2008年9月17日 | 渡辺未優   | 上り棒をよじ登ってタイトルコール        |

## リリース作品

### DVD
2007年10月26日に「むちゃぶり!」のDVDが2枚同時に発売された。本編の他に未公開部分（あまりにもスベり過ぎて、バッサリ切った部分）や毎週行われている無茶鰤男と無茶鰤子のオープニングトークなどが収録されている。2007年12月12日の放送では売り上げ枚数が1万枚を突破したと報告したが、有田は「スタッフによると、ドン・キホーテへ行ったらかなり余っていたらしい。本当に売れているのか?」と心配していた。
「3rd.シーズン Vol.1・2」の発売を記念して、2009年2月8日にHMV渋谷店にてインストアイベント（有田と設楽のトーク・握手会）が行われた。
4thシーズンのみ未発売である。

#### リリース一覧
いずれもハピネットピクチャーズより発売。
- むちゃぶり! 1st.シーズン Vol.1 完全版(2007年10月26日)
第1回〜第6回を収録。
- むちゃぶり! 1st.シーズン Vol.2 完全版(2007年10月26日)
第7回〜第12回を収録。
  - 第8回で、第3夫人と第4夫人という設定で客席から2名を選んでくる「2人同時にしたプロポーズを教えて!」というシーンはDVDではカットされている。
- むちゃぶり! 1st.シーズン Vol.3 完全版(2008年2月22日)
第13回〜第18回を収録。
- むちゃぶり! 1st.シーズン Vol.4 完全版(2008年2月22日)
第19回〜第24回を収録。
- むちゃぶり! 2nd.シーズン Vol.1 完全版(2008年6月27日)
- むちゃぶり! 2nd.シーズン Vol.2 完全版(2008年6月27日)
- むちゃぶり! 2nd.シーズン Vol.3 完全版(2008年9月26日)
- むちゃぶり! 2nd.シーズン Vol.4 完全版(2008年9月26日)
- むちゃぶり! 3rd.シーズン Vol.1 完全版(2009年1月30日)
- むちゃぶり! 3rd.シーズン Vol.2 完全版(2009年1月30日)
- むちゃぶり! 3rd.シーズン Vol.3 完全版(2009年5月22日)
- むちゃぶり! 3rd.シーズン Vol.4 完全版(2009年5月22日)

### グッズ
- むちゃぶり!トランプゲーム(2008年4月26日)
  - エポック社より発売。TBSストアやヴィレッジヴァンガード(一部店舗を除く)で販売されている。有田曰く「合コン用」だと云う。「むちゃカード」(実行者決定カード)と「ぶりカード」(行動決定カード)から成っており、王様ゲームの要領で行うゲームである。もちろん通常のトランプとしても使える。

## スタッフ
- 企画：有田哲平
- 構成：藤谷弥生、成瀬正人
- TM：鳥井隆
- TD：山下直
- VE：島貫洋
- CAM：中島文章
- 音声：高岡崇靖
- 照明：柳内啓司
- 美術プロデューサー：相野道生
- 美術デザイナー：三須明子
- 美術制作：鈴木康裕
- 装置：高野勝之、三谷剛大
- アクリル装飾：渡邊卓也
- 電飾：佐々木勉
- 装飾：川原栄一
- 衣裳：八木麻紀子
- 持道具：貞中照美
- ヘアメイク：鈴木未紀子
- 編集：田中敦子
- MA：天谷馬直男
- 音響効果：太田光則（ZACK）
- TK：野村佳乃子
- デスク：大澤麻子
- AD：金澤賢史
- AP：高橋利一郎
- ディレクター：北山孝、井手比佐士、大島圭司
- 総合演出：坂田栄治
- プロデューサー：中川通成、山地孝英
- チーフプロデューサー：近藤誠、落合芳行、荒井昌也
- 技術協力：ANSアンサーズ
- 制作協力：G-yama
- 製作著作：TBS
有田がくりぃむしちゅーとしてレギュラー出演していた「大御所ジャパン!」のスタッフとほぼ同じメンバーである。

## 歴代テーマソング
オープニングテーマ
1. 2008年10月29日〜「むちゃぶり21世紀」有田哲平

2008年10月22日放送回の「第1位 ヒット歌手」で有田が即興で作った曲。最初のタイトルは「むちゃぶり2008」だったが、鰤男に「それだと、短い期間しか使えない」と言われたため、現在のタイトルに変えた。『むちゃぶりのO.A.は見ない。改編期に早く（番組が）終わらないかと思う』という本音を綴っている。
エンディングテーマ
1. 2007年4月〜6月「バブル」BAZRA
2. 2007年7月〜9月「SAMBA NIGHT」北原愛子
3. 2007年10月〜12月「Feel Funk More」コダマセントラルステーション
4. 2008年1月〜3月「Do you remember?」moumoon
5. 2008年4月〜6月「Love Dreamers」I THE TENDERNESS
6. 2008年7月〜9月「花」!wagero!(改称後第1弾シングル)
7. 2008年10月〜12月「繋いだ手と手」Bahashishi
8. 2009年1月〜番組終了「Northern Blood Funk Special」ミトカツユキ